# 伊東修
伊東 修（いとう おさむ）は、日本テレビスポーツ局部長兼チーフプロデューサー。
兄は武蔵野美術大学、教職課程教授の伊東毅。

## 経歴
スポーツ局を経て制作局プロデューサーに、プロデューサー時代は安岡喜郎、藤井淳チーフプロデューサーの下で担当していた。2014年6月から1年間は統轄プロデューサー、2015年6月にCPに昇格。2018年6月からは森實陽三、糸井聖一チーフプロデューサーが担当していた一部の番組を引き継いだ。
2019年6月からは担当番組を東井文太、納富隆治、関健一、川邊昭宏、倉田忠明チーフプロデューサーに引き継ぎ、編成局アナウンス部長に異動となった。
2022年6月からはスポーツ局に戻り今井田彩チーフプロデューサーが担当番組をしていた番組を引き継いだ。コンテンツ戦略局アナウンス部長は今井田彩に引き継いだ。

## 担当番組
レギュラー
- Going!Sports&News（以前はプロデューサー）
- サンデーPUSHスポーツ

スペシャル
- かまいたちのアイツが俺に火をつけた
- 極メシ
- くりぃむしちゅーの!THE★レジェンド
- 有吉の!みんなは触れてこないけどホントは聞いてほしい話

## 過去の担当番組
演出
- SPORTS★LEGEND
- THE独占サンデー（以前はディレクター）
- オーストラリア大陸縦断!激闘3000キロ ウルトラストロングゲーム

プロデューサー
- スポんちゅ
- 世紀の和解SHOW
- クイズ80
- KAT-TUNの絶対マネたくなるTV
- スポーツうるぐす
- 嵐にしやがれ
- 徳光&所のスポーツえらい人グランプリ
- 徳光&所の世界記録工場
- 堂本光一のアンラッキー研究所
- 中居正広の7番勝負!超一流アスリートVS芸能人どっちが勝つの?SP
- カウントアップ 気になる数字を数えてみた

統括プロデューサー
- AKB48 旅少女
- NOGIBINGO!
- SKE48 エビカルチョ!
- HaKaTa百貨店3号館[1]

チーフプロデューサー
- スクール革命![2]
- ネプ&イモトの世界番付[2]
- AKBINGO!
- 笑神様は突然に…
- キャラオケ18番
- チカラウタ
- 内村てらす
- メレンゲの気持ち
- 歌謡プレミアム（BS日テレ）
- 人生が変わる1分間の深イイ話
- しゃべくり007[3]
- 火曜サプライズ
- 今夜くらべてみました
- 誰だって波瀾爆笑
- バズリズム02
- 満天☆青空レストラン
- アイキャラ（月一回）
- NEWアベレージピープル
- 坂上忍と○○の彼女
- 好きになった人
- ジュウブンノサン
- 世界!極限アーティストBEST20[4]
- 24時間テレビ 「愛は地球を救う」[5]
- THE MUSIC DAY
- 日テレ系人気番組No.1決定戦（横田崇、道坂忠久CPと共同）
- ものまねグランプリ
- 東野・加藤この歌が聴きたいベストテン
- 日テレ系音楽の祭典 ベストアーティスト（道坂忠久CPと共同、その前は田中宏史CPと共同）
- 欽ちゃん&香取慎吾の全日本仮装大賞（第96回）
- ザ・発言X
- 日本アカデミー賞授賞式（第42回）
- 消費者観察バラエティー 気になるお客サマ
- 加藤浩次&中居正広の歴代日本代表256人が選ぶ『この日本代表がスゴい!』ベスト20